# Natação nos Jogos Olímpicos de Verão de 2016 - 1500 m livre masculino
A competição dos 1500 metros livre masculino da natação nos Jogos Olímpicos de Verão de 2016 foi disputada entre os dias 12 de agosto e 13 de agosto no Estádio Aquático Olímpico.

## Medalhistas
| Ouro   | ITA Gregorio Paltrinieri |
| Prata  | USA Connor Jaeger        |
| Bronze | ITA Gabriele Detti       |

## Recordes
Antes desta competição, os recordes mundiais e olímpicos da prova eram os seguintes:
| Tipo | Atleta   | Tempo    | Local   | Data                |
| ---- | -------- | -------- | ------- | ------------------- |
|      | Sun Yang | 14:31.02 | Londres | 4 de agosto de 2012 |
|      | Sun Yang | 14:31.02 | Londres | 4 de agosto de 2012 |

## Resultados

### Eliminatórias
| Pos. | Elim. | Raia | Nadador              | CON                      | Tempo    | Notas            |
| ---- | ----- | ---- | -------------------- | ------------------------ | -------- | ---------------- |
| 1    | 6     | 4    | Gregorio Paltrinieri | ITA Itália               | 14:44.51 | Q                |
| 2    | 6     | 5    | Connor Jaeger        | USA Estados Unidos       | 14:45.74 | Q                |
| 3    | 5     | 3    | Jordan Wilimovsky    | USA Estados Unidos       | 14:48.23 | Q                |
| 4    | 5     | 4    | Mack Horton          | AUS Austrália            | 14:48.57 | Q                |
| 5    | 5     | 5    | Gabriele Detti       | ITA Itália               | 14:48.68 | Q                |
| 6    | 5     | 8    | Damien Joly          | FRA França               | 14:48.90 | Q,               |
| 7    | 5     | 6    | Ryan Cochrane        | CAN Canadá               | 14:53.44 | Q                |
| 8    | 5     | 2    | Henrik Christiansen  | NOR Noruega              | 14:55.40 | Q,               |
| 9    | 6     | 3    | Jack McLoughlin      | AUS Austrália            | 14:56.02 |                  |
| 10   | 6     | 1    | Stephen Milne        | GBR Grã-Bretanha         | 14:57.23 |                  |
| 11   | 6     | 2    | Ahmed Akram          | EGY Egito                | 14:58.37 |                  |
| 12   | 4     | 3    | Jan Micka            | CZE República Checa      | 14:58.69 |                  |
| 13   | 2     | 4    | Ilya Druzhinin       | RUS Rússia               | 14:59.56 |                  |
| 14   | 4     | 1    | Yaroslav Potapov     | RUS Rússia               | 15:00.99 |                  |
| 15   | 6     | 6    | Mykhailo Romanchuk   | UKR Ucrânia              | 15:01.35 |                  |
| 16   | 5     | 7    | Sun Yang             | CHN China                | 15:01.97 |                  |
| 17   | 4     | 7    | Serhiy Frolov        | UKR Ucrânia              | 15:04.61 |                  |
| 18   | 3     | 5    | Anton Ipsen          | DEN Dinamarca            | 15:05.91 |                  |
| 19   | 6     | 7    | Gergely Gyurta       | HUN Hungria              | 15:06.24 |                  |
| 20   | 4     | 4    | Qiu Ziao             | CHN China                | 15:06.71 |                  |
| 21   | 1     | 4    | Oussama Mellouli     | TUN Tunísia              | 15:07.78 |                  |
| 22   | 2     | 6    | Marcelo Acosta       | ESA El Salvador          | 15:08.17 | Recorde nacional |
| 23   | 3     | 2    | Esteban Enderica     | ECU Equador              | 15:10.15 |                  |
| 24   | 3     | 7    | Marc Sánchez         | ESP Espanha              | 15:11.38 |                  |
| 25   | 2     | 2    | Ricardo Vargas       | MEX México               | 15:11.53 | Recorde nacional |
| 26   | 3     | 3    | Antonio Arroyo       | ESP Espanha              | 15:12.61 |                  |
| 27   | 5     | 1    | Timothy Shuttleworth | GBR Grã-Bretanha         | 15:13.01 |                  |
| 28   | 4     | 6    | Wojciech Wojdak      | POL Polônia              | 15:13.18 |                  |
| 29   | 2     | 3    | Brandonn Almeida     | BRA Brasil               | 15:14.73 |                  |
| 30   | 4     | 5    | Pál Joensen          | DEN Dinamarca            | 15:18.49 |                  |
| 31   | 2     | 1    | Miguel Valente       | BRA Brasil               | 15:22.57 |                  |
| 32   | 6     | 8    | Florian Wellbrock    | GER Alemanha             | 15:23.88 |                  |
| 33   | 3     | 6    | Mateusz Sawrymowicz  | POL Polônia              | 15:26.33 |                  |
| 34   | 4     | 8    | Richard Nagy         | SVK Eslováquia           | 15:26.48 |                  |
| 35   | 2     | 5    | Kristóf Rasovszky    | HUN Hungria              | 15:29.36 |                  |
| 36   | 2     | 8    | Martin Bau           | SLO Eslovênia            | 15:29.95 |                  |
| 37   | 1     | 5    | Mihajlo Čeprkalo     | BIH Bósnia e Herzegovina | 15:31.62 |                  |
| 38   | 1     | 3    | Matthew Hutchins     | NZL Nova Zelândia        | 15:32.60 |                  |
| 39   | 1     | 6    | Welson Sim           | MAS Malásia              | 15:32.63 |                  |
| 40   | 3     | 4    | Nicolas D'Oriano     | FRA França               | 15:33.62 |                  |
| 41   | 3     | 1    | Matthew Meyer        | RSA África do Sul        | 15:36.22 |                  |
| 42   | 4     | 2    | Felix Auböck         | AUT Áustria              | 15:36.24 |                  |
| 43   | 2     | 7    | Martín Naidich       | ARG Argentina            | 15:39.93 |                  |
| 44   | 1     | 2    | Wesley Roberts       | COK Ilhas Cook           | 15:44.32 |                  |
| 45   | 1     | 7    | Felipe Tapia         | CHI Chile                | 16:02.44 |                  |
| 46   | 3     | 8    | Park Tae-hwan        | KOR Coreia do Sul        | 99:99.99 | DNS              |

### Final
| Pos.              | Raia | Nadador              | CON                | Tempo    | Notas              |
| ----------------- | ---- | -------------------- | ------------------ | -------- | ------------------ |
| Medalha de ouro   | 4    | Gregorio Paltrinieri | ITA Itália         | 14:34.57 |                    |
| Medalha de prata  | 5    | Connor Jaeger        | USA Estados Unidos | 14:39.48 | Recorde da América |
| Medalha de bronze | 2    | Gabriele Detti       | ITA Itália         | 14:40.86 |                    |
| 4                 | 3    | Jordan Wilimovsky    | USA Estados Unidos | 14:45.03 |                    |
| 5                 | 6    | Mack Horton          | AUS Austrália      | 14:49.54 |                    |
| 6                 | 1    | Ryan Cochrane        | CAN Canadá         | 14:49.61 |                    |
| 7                 | 7    | Damien Joly          | FRA França         | 14:52.73 |                    |
| 8                 | 8    | Henrik Christiansen  | NOR Noruega        | 15:02.66 |                    |

Legenda
| Recorde mundial      | Recorde mundial (World record)               |                       | Recorde africano                      | Recorde africano (African) |                                           | Q | Classificado por posição (Qualified) |
| Recorde olímpico     | Recorde olímpico (Olympic record)            | Recorde da América    | Recorde da América (Americas)         | q                          | Classificado por melhor tempo (Qualified) |   |                                      |
| Melhor marca do ano  | Melhor marca do ano (World leading)          | Recorde asiático      | Recorde asiático (Asian)              | DNS                        | Não largou (Did not start)                |   |                                      |
| Recorde nacional     | Recorde nacional (National record)           | Recorde europeu       | Recorde europeu (European)            | DNF                        | Não terminou (Did not finish)             |   |                                      |
| Recorde pessoal      | Recorde pessoal do atleta (Personal best)    | Recorde da Oceania    | Recorde da Oceania (Oceania)          | DSQ / DQ                   | Desclassificado (Disqualified)            |   |                                      |
| Recorde da temporada | Recorde da temporada do atleta (Season best) | Recorde sul-americano | Recorde sul-americano (South America) | NM                         | Sem marca (No mark)                       |   |                                      |